# Raja Isteri Pengiran Anak Saleha Hospital

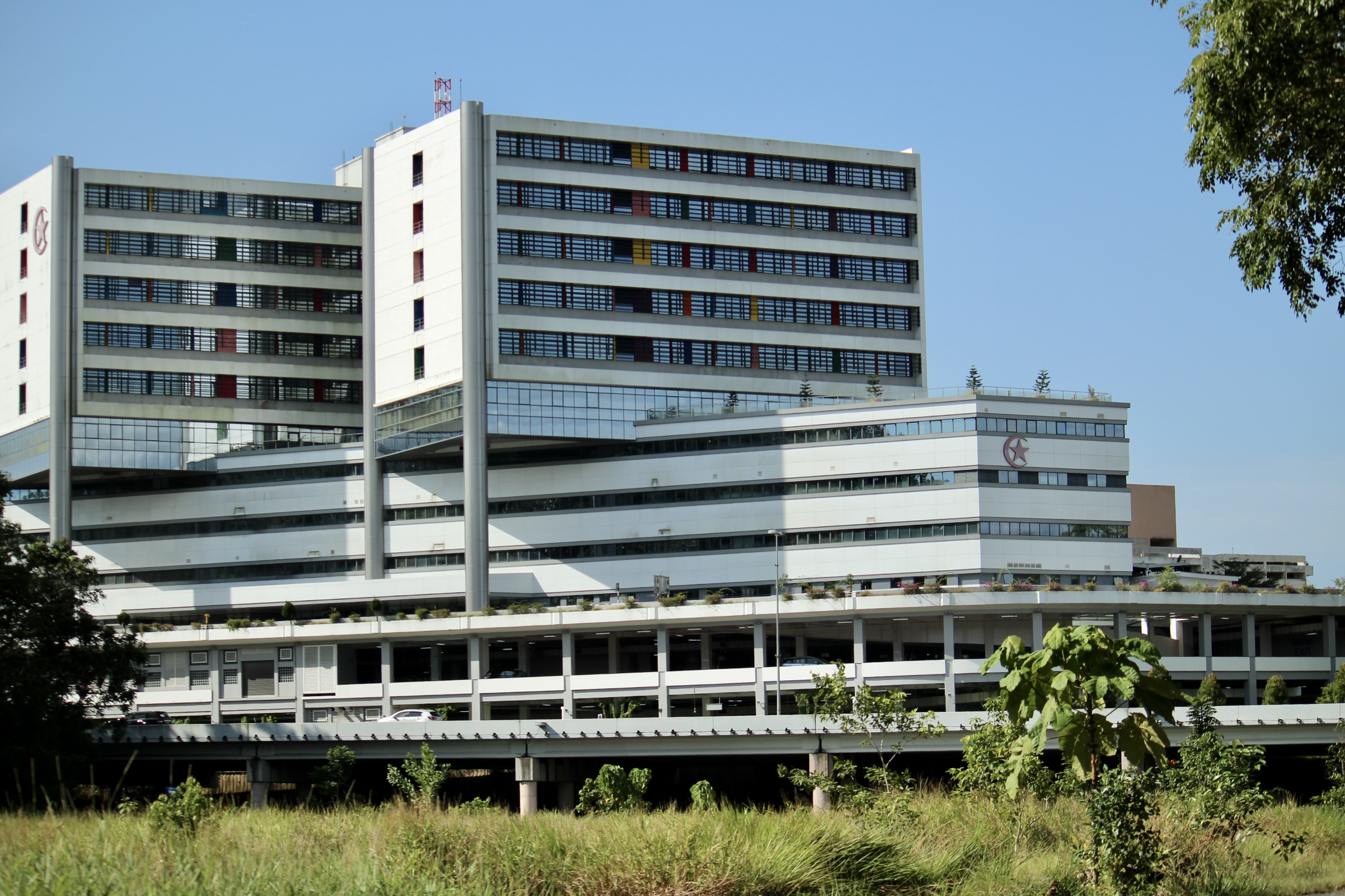
Raja Isteri Pengiran Anak Saleha Hospital 2022.

Raja Isteri Pengiran Anak Saleha Hospital (Abk.: RIPAS Hospital) ist die wichtigste Gesundheitseinrichtung des Landes Brunei. Das Krankenhaus überblickt von seinem Standort in Kampong Kiulap die Hauptstadt Bandar Seri Begawan und den Brunei-Fluss. Das RIPAS Hospital wurde am 28. August 1984 offiziell eröffnet und wird vom Staat finanziert und vom Gesundheitsministerium verwaltet. Das Krankenhaus verfügt über 1.260 Betten und beschäftigt 257 Ärzte. Das Krankenhaus ist auch ein Lehrkrankenhaus für Medizin- und Pflege-Studenten der Universität von Brunei Darussalam.

## Lage
Raja Isteri Pengiran Anak Saleha Hospital befindet sich auf einem Grundstück mit 17 ha (42 Acre) Fläche, ca. 0,8 km vom Stadtzentrum von Bandar Seri Begawan entfernt. Das Gelände liegt am Ufer des Kedayan-Fluss, von wo auch Wassertransport zu den Siedlungen von Kampong Ayer auf dem Fluss Brunei.

## Geschichte
Das Krankenhaus ist benannt nach Raja Isteri (Königin) Pengiran Anak Saleha. Es wurde am 28. August 1984 offiziell eröffnet, im selben Jahr, in dem Brunei seine Unabhängigkeit erlangte. Die 162 Mio. Brunei-Dollar (B$) teure Einrichtung ersetzte das überfüllte Rumah Sakit Besar, welches den wachsenden medizinischen und gesundheitlichen Bedarf des Landes nicht decken konnte. Seit der Eröffnung hat das Krankenhaus eine zentrale Rolle bei der Bereitstellung von Gesundheitsdienstleistungen für die Öffentlichkeit gespielt.
Im Oktober 2002 wurde die Abteilung für klinische Psychologie eingerichtet. Im Rahmen des 10. Nationalen Entwicklungsplans (RKN 10) wurde das Krankenhaus erheblich modernisiert, darunter der Bau eines Frauen- und Kinderzentrums und der Bau neuer Straßen zur Entlastung des Verkehrs. Diese Erweiterungen erhöhten die Kapazität des Krankenhauses, insbesondere durch eine Erhöhung der Bettenzahl in der Kinderstation um 45 % und der Entbindungsstation um 51 %, wodurch bessere Einrichtungen zur Deckung des steigenden Patientenbedarfs gewährleistet wurden.
Das 69 Mio. Baht teure Frauen- und Kinderzentrum am Krankenhaus, welches als Teil des früheren RKN 9 fertiggestellt wurde, wurde im Dezember 2014 offiziell eröffnet.
Dieses 11-stöckige Gebäude ist ausschließlich für Frauen und Kinder vorgesehen und wurde 2015 offiziell eröffnet. Neben dem Frauen- und Kinderzentrum wurde auch die Unfall- und Notfallabteilung des Krankenhauses seit 2015 erheblich erweitert, wobei sowohl Platz als auch Ausstattung zur Verbesserung der Servicebereitstellung vergrößert wurden.
Weitere Renovierungen und Erweiterungen begannen im November 2016, wobei der Schwerpunkt auf der Verbesserung der Akutstation und der Notaufnahme lag. Zu diesen Verbesserungen gehörten die Einrichtung einer Tagespflege, die Erhöhung der Bettenzahl und die Erweiterung der Behandlungsbereiche, um die Wartezeiten zu verkürzen und die Patientenversorgung zu verbessern.
Der Bau eines neuen 500-Betten-Blocks und die Modernisierung der 40 Jahre alten Einrichtung im Rahmen einer umfassenderen Infrastrukturentwicklung ist geplant. Diese Initiativen sowie die Schaffung neuer Gesundheitseinrichtungen und eines nationalen Referenzlabors werden durch erhebliche Mittel aus dem Haushaltsentwurf des Gesundheitsministeriums für 2024–2025 unterstützt.

## Einrichtungen und Einheiten
Das Krankenhaus ist eine umfassende Gesundheitseinrichtung, die aus sieben Hauptabteilungen besteht. Dazu gehört die Frauen- und Kinder-Abteilung, die Transportabteilung, mit einem Hubschrauberlandeplatz und Anlegestellen, einen Sportkomplex, den Block für Ambulanzen und staatliche Labore, die Stationen, der Block für Fachkliniken und der Block für Anlagen und Technik. Das Krankenhaus bietet über 15 therapeutische Fachrichtungen an, darunter medizinische Dienste, chirurgische Dienste, Unfall- und Notfallversorgung, Geburtshilfe und Gynäkologie, Neurochirurgie und Orthopädie. Jedes Jahr verzeichnet das RIPAS Hospital 314.092 ambulante Besuche und 28.198 stationäre Aufnahmen bei einer Bettenauslastung von 72 %.
Die Unfall- und Notfallabteilung ist in drei Hauptbereiche unterteilt. Nach einem Renovierungs- und Erweiterungsprojekt wurden diese Bereiche mit zusätzlicher Ausrüstung ausgestattet und 2015 wurde eine Notaufnahme speziell für Kinder eingerichtet.
Um die Patientenversorgung weiter zu verbessern, wurde im September 2016 die Tagespflegeeinheit eingerichtet.
Die im Oktober 2002 gegründete Abteilung für klinische Psychologie hat ihre Dienstleistungen über die Psychiatrie hinaus erweitert. Die Abteilung konzentriert sich hauptsächlich auf Verhaltenstherapie und kognitive Verhaltenstherapie. Obwohl die Psychiatrieabteilung seit 1985 in Betrieb ist, haben sich die psychotherapeutischen Dienstleistungen langsamer entwickelt.

### Frauen- und Kinderzentrum
Der 11-stöckige Gebäudeblock des Frauen- und Kinderzentrums am RIPAS-Krankenhaus wurde gebaut, um die Gesundheitsversorgung für Frauen und Kinder zu verbessern, indem wichtige Dienste wie Geburtshilfe, Gynäkologie und Kinderpflege unter einem Dach vereint werden.
Diese Einrichtung beherbergt spezialisierte Einheiten, darunter eine Kinderklinik, eine Klinik für Geburtshilfe und Gynäkologie, eine Kinderonkologiestation, eine Neugeborenen-Intensivstation, eine Säuglingsintensivstation, eine Kinderintensivstation, eine allgemeine Kinderstation und eine spezialisierte gynäkologische Station.
Darüber hinaus verfügt der Block über 13 Kreißsäle, zwei Operationssäle, eine Wochenstation, Seminarräume und eine Apotheke. Um Personal und Öffentlichkeit unterzubringen, enthält der Block auch Gebetsräume, eine Cafeteria und eine Tiefgarage. Shuttlebusse bieten einen einfachen Transport zum und vom Gebäudeblock des Frauen- und Kinderzentrums und der Ambulanz des Krankenhauses.

## Ausbildung
Seit 1982 sind mehrere spezialisierte Ausbildungsabteilungen des Krankenhauses vom britischen Royal College of Physicians und Royal College of Surgeons akkreditiert. Das Royal College of Paediatrics and Child Health Clinic hat der Einrichtung außerdem die Akkreditierung für die medizinische Grundausbildung im Fachbereich erteilt. Mit der Akkreditierung als Lehrkrankenhaus durch das Queensland University Hospital im Jahr 2000 konnte das Krankenhaus seine Qualifikationen weiter verbessern.

## Kontroversen
Während des Besuchs von Sultan Hassanal Bolkiah im Krankenhaus am 20. Oktober 2010 traten mehrere kritische Probleme zutage, insbesondere die Kapazität des Krankenhauses und seine Abhängigkeit von ausländischem Personal. Sowohl die Zahl der stationären als auch der ambulanten Patienten ist deutlich gestiegen; die tägliche stationäre Behandlung stieg von 351 auf 398, während die tägliche ambulante Behandlung von 819 im Jahr 2004 auf 1.151 im Jahr 2009 anstieg. Trotz Verbesserungen bei den Behandlungszeiten ist das Krankenhaus voll ausgelastet, was auf die Notwendigkeit einer Erweiterung oder eines besseren Ressourcenmanagements hindeutet. Auch Personalprobleme wurden hervorgehoben, da nur 35 % der 316 Ärzte im Krankenhaus Einheimische sind und die restlichen 65 % Ausländer sind. Um diesem Problem zu begegnen, führte die Regierung Anreize ein, wie z. B. ein Gehalt von bis zu 18.000 US-Dollar für Ärzte und Bemühungen, einheimische Ärzte zu ermutigen, sich zu spezialisieren. Die anhaltende Abhängigkeit des Krankenhauses von ausländischen Arbeitskräften unterstreicht jedoch die Herausforderung, einheimisches Gesundheitspersonal auszubilden und zu halten.
Im Jahr 2023 ergab eine Umfrage mehrere Beschwerden von Patienten über ihre Erfahrungen im Krankenhaus. Die Patienten beklagten sich über unhöfliches Personal, Schwierigkeiten bei der Inanspruchnahme von Hilfe und Ablenkung des Personals durch dessen Mobiltelefone.

## Galerie

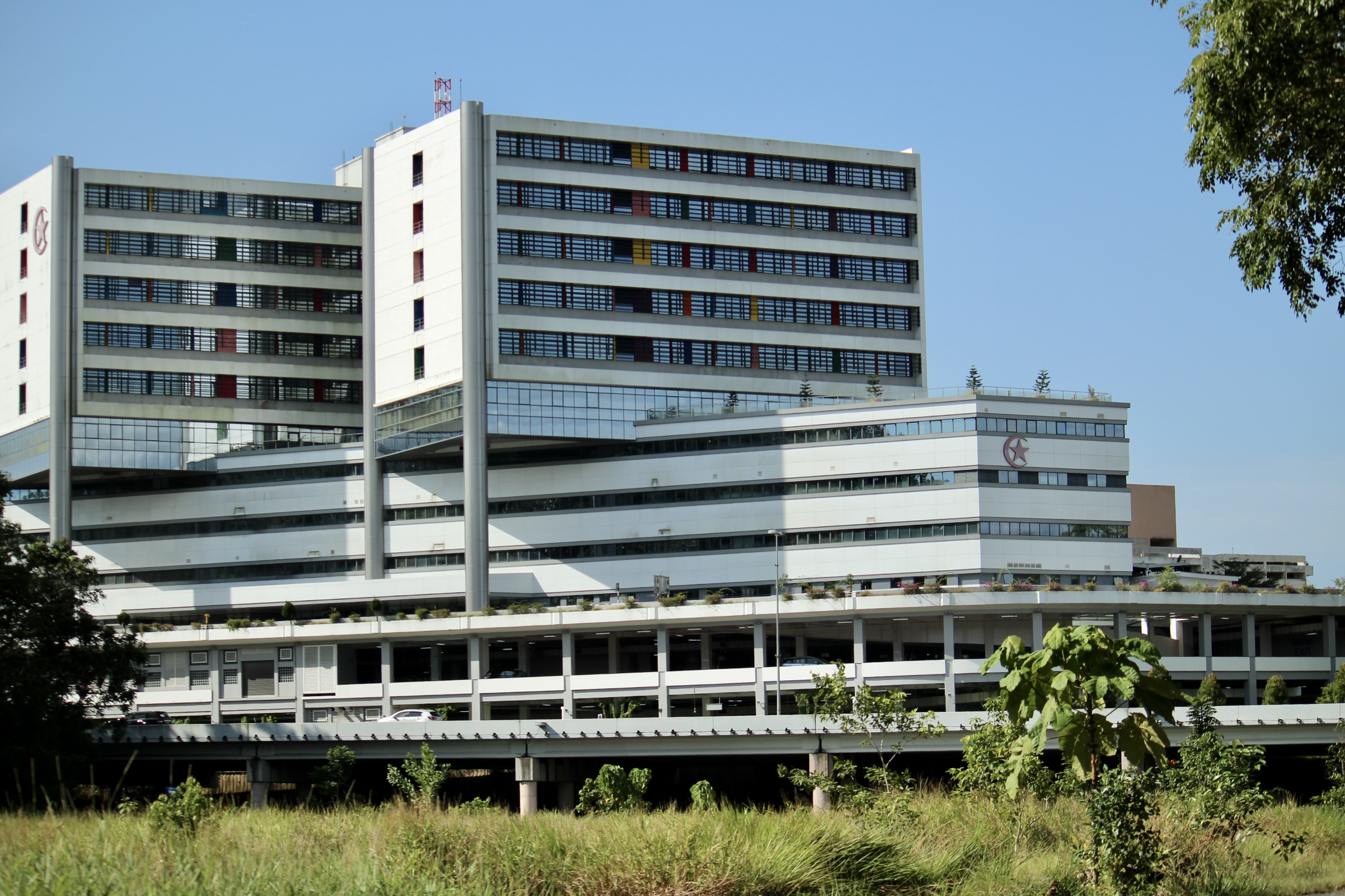
Women and Children’s Centre block von Batu Satu aus
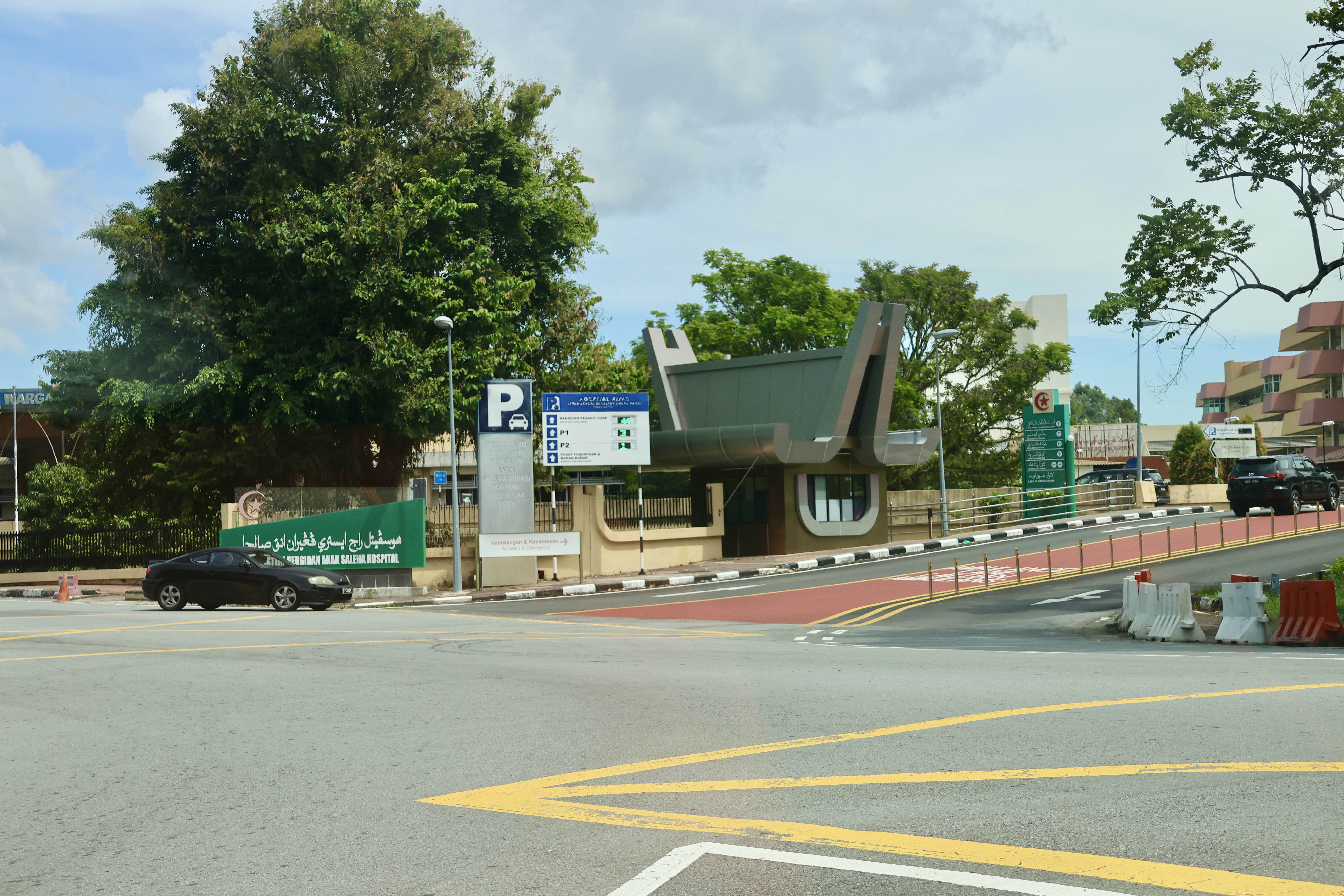
Haupteingang
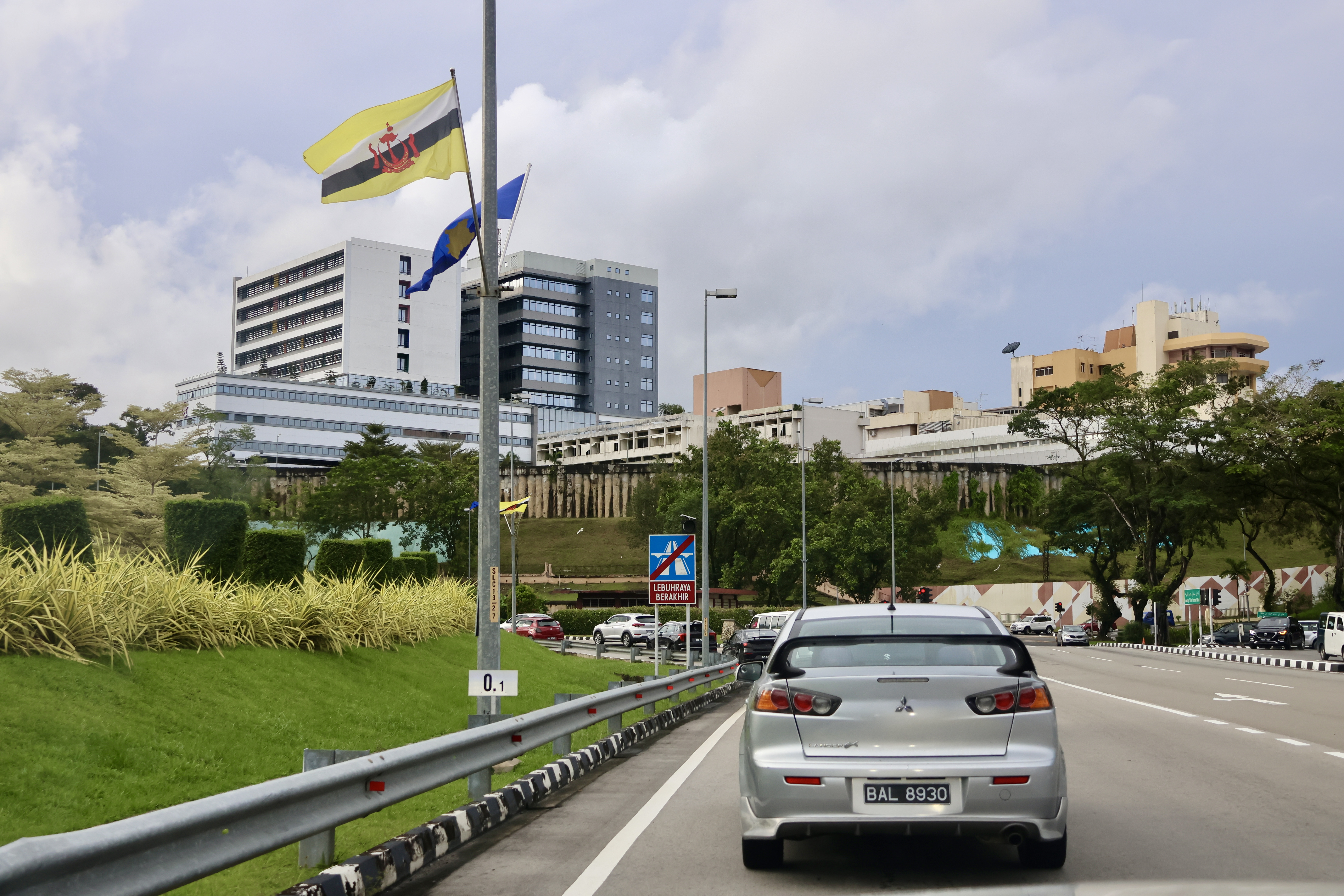
Blick auf das RIPAS Hospital vom Sultan Hassanal Bolkiah Highway
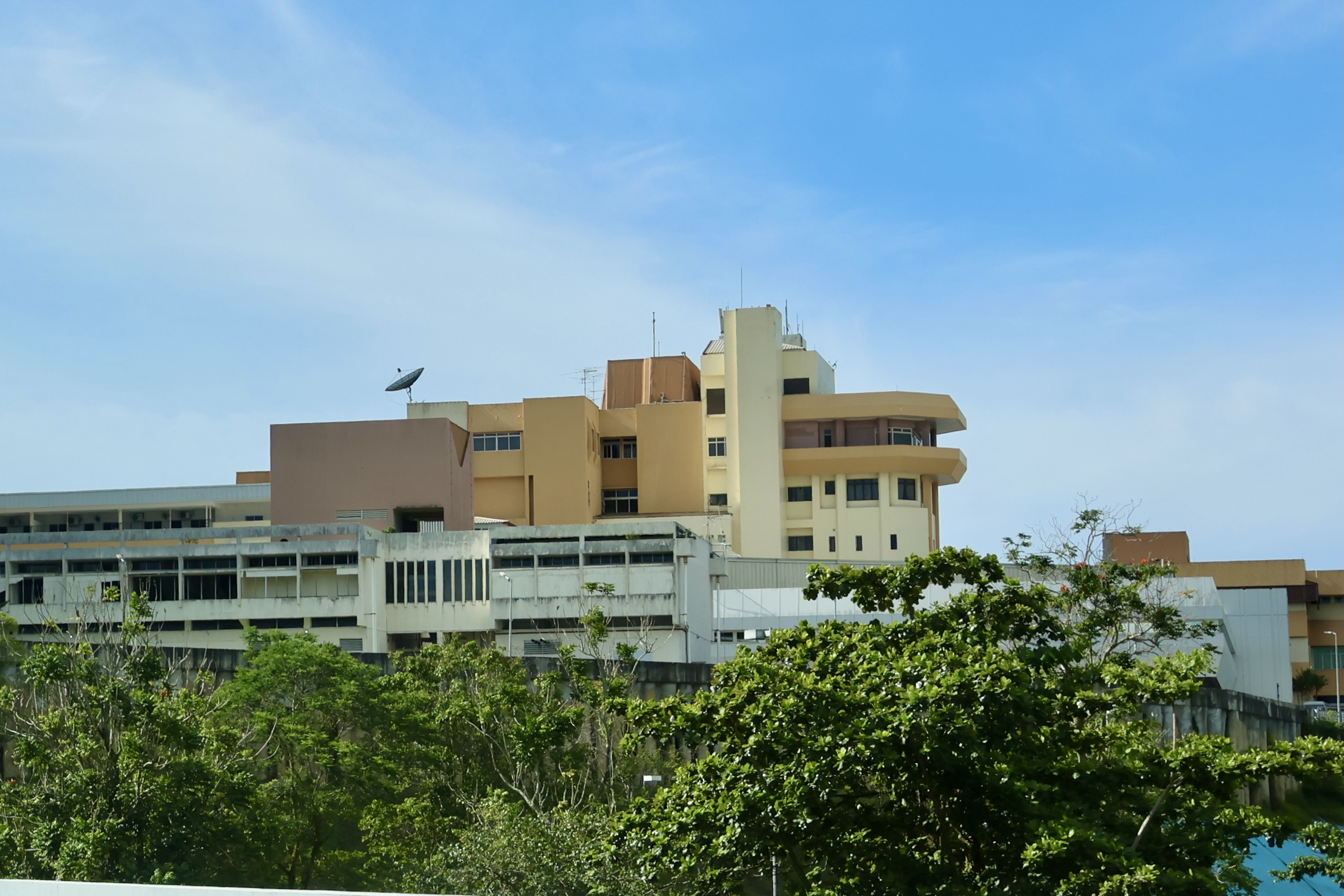
Altbau des RIPAS Hospital
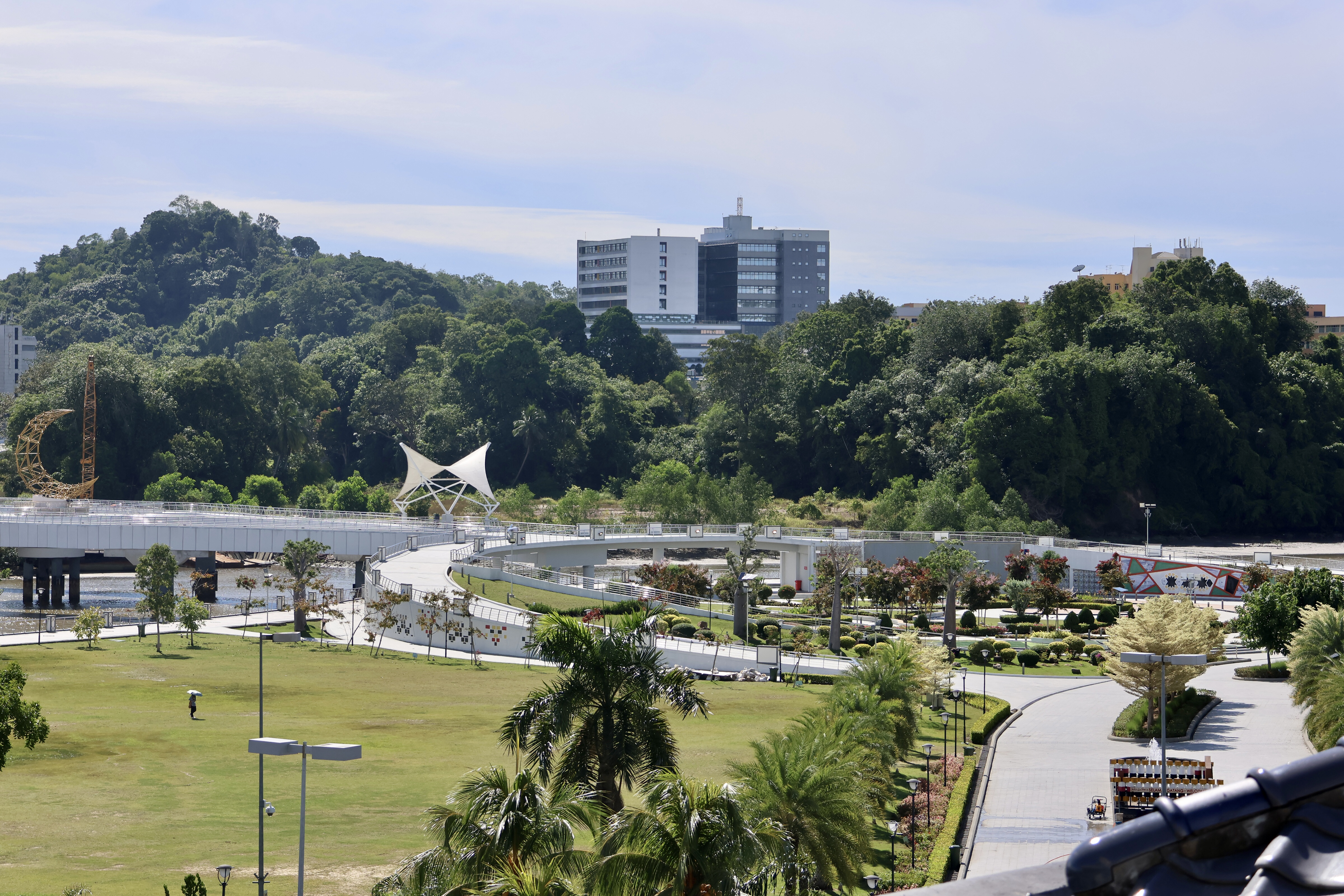
RIPAS Hospital vom Taman Mahkota Jubli Emas